# Colibrí de collar blanc
El colibrí de collar blanc (Phlogophilus hemileucurus) és una espècie d'ocell de la família dels troquílids (Trochilidae) que habita la selva humida als turons andins del sud-oest de Colòmbia, est de l'Equador i nord-est del Perú.